# Игла за кравату
Игла за кравату је модни додатак који се користи да би се сачувао облик кравате и да кравата не би сметала при свакодневним активностима. Уједно се спречава њихање кравате што резултује озбиљнијим изгледом носиоца кравате.
Према правилима облачења, као и остали додаци за кравату носи се у висини између трећег и четвртог дугмета кошуље бројано од крагне.
Често су дио свечаних униформи војних и полицијских официра.

## Историја
Прве игле за кравату је носила енглеска господа да би учврстила превоје на својим краватама и осигурала да кравате стоје на свом мјесту. Нешто већу популарност је стекла почетком 19. вијека. Кравате су тада прављене од свиле, сатена, чипке, укрућених финих тканина, батиста и муслина па су и игле прављене од вриједних и скупих материјала. Кориштени су бисери и драго камење који су додавани злату и другим племенитим металима, а свака игла је прављена намјенски за власника.
До 1860. и чланови више средње класе у Енглеској су почели да носе кравате које су изгубиле на квалитету па је то исто важило и за игле. 
Око 1870. игле за кравате су почеле да се масовно производе у Америци и често су биле у облику животињских глава, потковица, ножа и виљушке, укрштених кости, инсеката, цвијетова и других природних и симболичких облика.
Око 1890. и жене су све чешће носиле кравате, најчешће као дио спортске опреме, па су почеле да користе и игле за своје нове модне детаље. У том периоду, кравате и игле за кравате су се прошириле и у остатку Европе па је и српски краљ Милан Обреновић носио иглу за кравату чији је саставни дио био метак који му је био намењен приликом Илкиног атентата.
Почетком 20. вијека на мјесто игле за кравату су дошле зихернадла и шнала за кравату, али се игле за кравату и данас користе.